# Acroporium condensatum
Acroporium condensatum är en bladmossart som beskrevs av Edwin Bunting Bartram 1939. Acroporium condensatum ingår i släktet Acroporium och familjen Sematophyllaceae. Inga underarter finns listade i Catalogue of Life.